# Опрема играча за рагби 15
Опрема играча за рагби јунион се тотално разликује од опреме играча за амерички фудбал. Рагбиста носи чарапе, штуцне, копачке, гаће, шорц, мајицу и дрес. Обавезан део заштите је само гума за зубе, а сваки рагбиста има слободну вољу да одлучи, да ли ће ставити на себе и костобране, суспензор, протектор за рамена и капу за рагби.